# Liste der Provinzialstraßen in der Provinz Westflandern
Die Liste der Provinzialstraßen in der Provinz Westflandern listet die Provinzialstraßen in der belgischen Provinz Westflandern auf. Diese Straßen werden wegen ihrer Einbeziehung in das belgische Netz der N-Straßen auch als quartäre (= in der vierten Kategorie) Nationalstraßen bezeichnet.

## Provinzziffern
Die Provinzialstraßen werden in Belgien mit dem Buchstaben N und einer dreistelligen Zahl dargestellt. Die erste Ziffer gibt die jeweilige Provinz an. In der Provinz Westflandern ist dies die Ziffer 3.
Die weiteren Provinzialstraßen tragen in den anderen Provinzen die folgenden Anfangsziffern:
- 1 Antwerpen
- 2 Brabant: Region Brüssel-Hauptstadt sowie Provinzen Flämisch-Brabant und Wallonisch-Brabant
- 4 Ostflandern
- 5 Hennegau
- 6 Lüttich
- 7 Limburg
- 8 Luxemburg
- 9 Namur

## Provinzziffer 3
Der Straßenverlauf wird in der Regel von Nord nach Süd und von West nach Ost angegeben.
| Nr.       | Verlauf |
| --------- | --- |
| N 300     | N 34 in Heist – N 376 |
| N 301     | N 35 – Klerken – Houthulst – N 313 in Poelkapelle |
| N 302     | N 367 in Spermalie – Schore – N 35 in Pervijze |
| N 303     | N 313 in Westrozebeke – Passendale – N 332 – Beselare – – – Kruiseke – N 58 – N 515 in Wervik |
| N 304     | N 308/N 333 in Poperinge – N 398 – R 33 – N 315 in Reningelst – N 373 – De Klijte – N 375 – N 331 in Kemmel |
| N 305     | N 399 in Meulebeke – N 327 – N 459 in Dentergem |
| N 306     | N 33 in Eernegem – N 368 in Eernegem |
| N 307     | N 34 in Wenduine – Nieuwmunster – N 326 – |
| N 308     | (D 916a in Frankreich) – Staatsgrenze – N 364 – Roesbrugge-Haringe – Proven – R 33 – N 347 – Poperinge – N 333 – N 321 – N 304 – R 33 – N 38 – Flamertinge – N 38 – N 344 – N 37 in Ieper                                                                                                   |
| N 311     | in Geluwe – N 58 – N 515 in Wervik |
| N 312     | N 371 – N 31 in Lissewege |
| N 313     | N 379 in Ieper – N 38 – Sint-Juliaan – Poelkapelle –N 301 – Westrozebeke – N 303 – N 36 – Hooglede – N 32 |
| N 314     | N 314 in Nieuwkerke – Wulvergem – Provinzgrenze – (N 314 in der Provinz Hennegau) – Provinzgrenze – ohne Ort, ohne Abzweig einer klassifizierten Straße – Provinzgrenze – (N 314 in der Provinz Hennegau) – Provinzgrenze – Mesen – N 365 – Provinzgrenze – (N 314 in der Provinz Hennegau) |
| N 315     | N 304 in Reningelst – N 398 – Westouter – N 373 – N 375 |
| N 318     | R 31 in Oostende – N 341 – Raversijde – N 324 – Middelkerke – N 325 – N 389 – Westende – N 388 – Lombardsijde – N 380 in Nieuwpoort |
| N 319     | – Alveringem – N 364 |
| N 320     | – N 358 |
| N 321     | in Oostvleteren – Westvleteren – R 33 – N 347 – N 308/N 333 in Poperinge |
| N 322     | N 375 in Loker – Dranouter – N 331 in Nieuwkerke |
| N 323     | N 43 in Kortrijk – – N 50 in Kortrijk |
| N 324     | N 318 – Wilskerke – N 325 |
| N 325     | N 318 in Middelkerke – N 324 – N 358 – N 369 in Slijpe |
| N 326     | N 307 – Zuienkerke – N 371 |
| N 327     | N 370 in Wingene – N 37 – Tielt – N 35 – N 305 – Markegem – Wakken – Sint-Baafs-Vijve – N 43 in Sint-Eloois-Vijve |
| N 330     | N 34 in Oostduinkerke-Bad – Oostduinkerke – N 396 – N 39 – – N 35 |
| N 331     | N 336 in Ieper – N 304 – Kemmel – N 314 – Nieuwkerke – N 322 – Staatsgrenze – (D 38 in Frankreich) |
| N 332     | N 345 in Ieper – N 37 – Zonnebeke – N 303 |
| N 333     | in Elverdinge – R 33 – Poperinge – N 308 – N 304 – N 321 – R 33 – Staatsgrenze ab der Einmündung der D 10 in Frankreich in der Straßenmitte – Staatsgrenze – (Frankreich) |
| N 335     | N 371 in Blankenberge – nicht durchgängig befahrbar – N 31 |
| N 336     | N 37 in Ieper – N 331 – N 365 – Provinzgrenze – (N 336 in der Provinz Hennegau) |
| N 337     | R 30 in Brügge – N 370 – Oedelem – Oostveld – Provinzgrenze – (N 337 in der Provinz Ostflandern) |
| N 338     | N 58 – Menen-Süd |
| N 340     | N 34 in Oostende – R 31 in Oostende |
| N 341     | N 318 in Raversijde – N 33 in Oostende |
| N 343     | Moorsele-Ost – in Gullegern |
| N 344     | N 308 in Ieper – N 375 in Ieper |
| N 345     | N 332 in Ieper – in Ieper |
| N 346     | R 31 in Oostende – N 358 |
| N 347     | N 308 in Poperinge – N 321 in Poperinge |
| N 353     | in Avelgem – N 391 – Outrijve – Bossuit – Helkijn – N 393 – Spiere – N 512 – Provinzgrenze – (N 353 in der Provinz Hennegau) |
| N 355     | N 34 in Groenendijk – N 396 – N 39 – – N 356 – Ramskapelle – N 35 in Pervijze |
| N 356 (a) | N 355 in Ramskapelle – Ramskapelle-Nord |
| N 357     | Izegem-West – Izegem – Ingelmunster – N 50 – Oostrozebeke – Wielsbeke – Sint-Eloois-Vijve – N 43 – R 35 – Waregem – R 35 – N 382 |
| N 358     | in Oostende – N 320 – – N 368 – Oudenburg – N 346 – Snaaskerke – N 33 – N 369 – Leffinge – N 325 – N 380 in Nieuwpoort |
| N 363     | N 369 in Beerst – N 33 |
| N 364     | N 308 – – Lo – N 319 – N 35 |
| N 365     | N 336 – Wijtschate – Mesen – N 314 – Provinzgrenze – (N 365 in der Provinz Hennegau) |
| N 366     | N 32 in Menen – Staatsgrenze am südlichen Straßenrand – Rekkem – Paradijs – N 43 – Mouscron – N 514 – N 513 |
| N 367     | N 380 in Nieuwpoort – Sint-Joris – Mannekensvere – Spermalie – N 302 – N 369 – Sint-Pieters-Kapelle – Zevekote – Gistel – N 33 – Westkerke – N 368 – Jabbeke – N 377 – – Varsenare – N 31 – N 32 in Brügge                                                                                  |
| N 368     | N 358 in Oudenburg – Westkerke – N 367 – Eernegem – N 306 – Aartrijke – Zedelgem – N 32 – – Ruddervoorde – N 50 – Hertsberge – Beernem – N 370 – Sint-Joris – Provinzgrenze – (N 368 in der Provinz Ostflandern)                                                                            |
| N 369     | N 33 – Leffinge – N 358 – Slijpe – N 325 – – N 367 – Sint-Pieters-Kapelle – Leke – Keiern – N 363 – Beerst – Diksmuide – N 35 – Woumen – Merkern – Boezinge – N 38 – N 379 in Ieper |
| N 370     | N 337 – Beernem – N 368 – – Wingene – N 327 – N 50 – Zwevezele – Lichtervelde – N 32 – N 35 |
| N 371     | N 34 in Blankenberge – N 335 – Uitkerke – N 312 – N 326 – N 31 – in Brügge |
| N 372     | (D 318 in Frankreich) – Staatsgrenze – N 398 – N 375 in Loker |
| N 373     | N 304 in Reningelst – N 315 |
| N 374     | N 376 in Westkapelle – Oostkerke – R 30 in Brügge |
| N 375     | N 37 in Ieper – Dikkebus – N 304 – N 315 – N 372 – Loker – N 322 – Staatsgrenze – (D 23 in Frankreich) |
| N 376     | R 30 in Brügge – Dudzele – N 300 – N 374 – Westkapelle – N 49 – Staatsgrenze – (N 253 in der Provinz Zeeland, Niederlande) |
| N 377     | – – N 367 in Jabbeke |
| N 379     | in Ieper – N 369 – N 313 in Ieper |
| N 380     | N 34 in Nieuwpoort – N 318 – N 358 – N 367 – N 34 in Nieuwpoort |
| N 382     | N 37 in Roeselare – – Kachtem – Emelgem – N 50 in Ingelmunster – … – Oostrozebeke-West – Wielsbeke – N 43 – Waregem – N 357 – – Anzegem – N 36 in Kaster |
| N 386     | (D 60 in Frankreich) – Staatsgrenze – N 34 in De Panne |
| N 388     | N 34 – N 318 in Westende |
| N 389     | N 34 – N 318 |
| N 391     | in Kortrijk – Kappaert – in Zwevegem – … – N 353 in Avelgem – Provinzgrenze – (N 391 in der Provinz Hennegau) |
| N 393     | N 353 in Helkijn – Pottes-Südwest |
| N 395     | in Kortrijk – N 50 – in Kortrijk |
| N 396     | N 35 in De Panne – Sint-Idesbald – – Koksijde – Oostduinkerke – N 330 – N 355 – N 39 in Nieuwpoort |
| N 398     | N 304 in Poperinge – R 33 – Westouter – N 315 – N 372 |
| N 399     | N 35 in Tielt – N 327 – Meulebeke – N 305 – N 50 in Ingelmunster |

## Provinzziffern 4 und 5
Der Straßenverlauf wird in der Regel von Nord nach Süd und von West nach Ost angegeben.
| Nr.   | Verlauf |
| ----- | --- |
| N 437 | (N 437 in der Provinz Ostflandern) – Provinzgrenze – R 35 in Waregem                                                                                                  |
| N 440 | (N 440 in der Provinz Ostflandern) – Provinzgrenze – N 459 |
| N 453 | – Provinzgrenze – (N 453 in der Provinz Ostflandern) |
| N 459 | N 35 in Aarzele – N 305 – Dentergem – Provinzgrenze – (N 459 in der Provinz Ostflandern) – Provinzgrenze – N 440 – Provinzgrenze – (N 459 in der Provinz Ostflandern) |
| N 494 | N 382 in Anzegem – Provinzgrenze – (N 494 in der Provinz Ostflandern)                                                                                                 |
| N 512 | (N 512 in der Provinz Hennegau) – Provinzgrenze – N 50 – N 353 in Spiere                                                                                              |
| N 515 | (N 515 in der Provinz Hennegau) – Provinzgrenze – N 303 – N 311 in Wervik                                                                                             |